# Operacja kazańska
Operacja kazańska – działania bojowe 5 Armii i Grupy Arskiej 2 Armii Frontu Wschodniego Armii Czerwonej przeciwko siłom Ludowej Armii Komucza, w sierpniu – wrześniu 1918 r. Ich celem było odzyskanie przez Czerwonych kontroli nad Kazaniem. Po zaciętych walkach w rejonie miasta, w obliczu przewagi liczebnej przeciwnika, siły Ludowej Armii Komucza w zorganizowany sposób opuściły Kazań.

## Walki pod Swijażskiem. Przygotowanie do kontrofensywy Armii Czerwonej
Utrata Kazania na rzecz sił Komucza w dniu 7 sierpnia postawiła rząd radziecki w bardzo trudnej sytuacji. Oznaczała bowiem utratę Powołża, obszaru o kluczowym znaczeniu dla zaopatrzenia kraju w żywność, a także odcięcie od ośrodków centralnej władzy bolszewickiej terenów Azji Środkowej i Syberii. W Kazaniu siły antybolszewickie przejęły również rezerwy złota należące do rządu carskiego. Wreszcie ze strategicznego punktu widzenia przejęcie miasta otwierało siłom Komucza drogę do marszu na Moskwę. Rada Komisarzy Ludowych postawiła przed Frontem Wschodnim zadanie odzyskania miasta za wszelką cenę. Na osobiste polecenie Lenina, a wbrew zastrzeżeniom Władimira Boncz-Brujewicza, obawiającego się nowej ofensywy niemieckiej, na Front Wschodni do 18 sierpnia 1918 r. przerzucono 30 tys. żołnierzy z odcinków północnego i zachodniego. Umożliwiło to odbudowę sił czerwonych, które po utracie Kazania były w niemal całkowitej rozsypce.
Dowództwo Frontu Wschodniego utworzyło dwie grupy bojowe: w rejonie na zachód od prawobrzeżnej części, pod dowództwem Pēterisa Slavensa (Piotra Sławiena), oraz w rejonie części lewobrzeżnej, pod dowództwem Jānisa Judiņša (Jana Judina). 12–13 sierpnia obie grupy przeszły do ofensywy i wyszły na przedpola Kazania, ale w wyniku kontruderzenia zostały odrzucone na pozycje wyjściowe. 16 sierpnia obydwie grupy zostały połączone w 5 Armię pod dowództwem P. Sławiena.
Opracowany został ogólny plan uderzenia na Kazań. Główne uderzenie miały przeprowadzić oddziały 5 Armii, które miały od strony zachodniej wkroczyć do miasta, do dzielnic na obydwu brzegach Wołgi. Grupa prawobrzeżna otrzymała zadanie opanowania prawego brzegu rzeki. Liczniejsza grupa lewobrzeżna miała przeprowadzić atak wzdłuż linii kolejowej i opanować miasto. Zadanie przeprowadzenia uderzenia pomocniczego powierzono Grupie Arskiej wchodzącej w skład 2 Armii.
W ciągu następnego tygodnia pod Kazań przybyły uzupełnienia: pułki 1 Moskiewski, 2 i 6 Piotrogrodzki, Orszański, Staro-Russki, 4 Łotewski, a także dwie kompanie oddziałów socjalistycznych tworzonych przez Wszechrosyjski Centralny Komitet Wykonawczy (WCIK). W rejon Kazania przybyła również Wołżańska Flotylla Wojenna (dwie baterie pływające i 12 innych okrętów i statków), wzmocniona trzema torpedowcami, i 16 samolotów. Później do dyspozycji Rady Rewolucyjno-Wojskowej 5 Armii zostały przekazane pociągi pancerne „Za Wolną Rosję” i „Stieńka Razin”.
Do dowództwa Frontu Wschodniego Armii Czerwonej przybył komisarz ds. wojskowych i morskich Lew Trocki.
23 sierpnia 1918 roku dwa samoloty armii czerwonej, którymi kierowali piloci I. Pawłow i F. Ingaunis, z wysokości 600 m zrzuciły bomby na zajmowane przez białych wsie Wierchnij i Niżnyj Usłon.
Wobec koncentracji sił czerwonych dowództwo Ludowej Armii Komucza zdecydowało się na uderzenie prewencyjne. 27 sierpnia 1918 roku pod Kazań został przerzucony czterotysięczny oddział Władimira Kappela, który niedawno odparł uderzenie na Symbirsk 1 Armii, pod dowództwem Michaiła Tuchaczewskiego. Kappel zamierzał uderzyć głęboko na tyłach wroga, przejąć Swijażsk i most kolejowy na Wołdze, aby przeciąć linie komunikacji czerwonych i zmusić ich do wycofania się spod Kazania. W nocy z 28 na 29 sierpnia biali zaatakowali jednostki Armii Czerwonej w pobliżu Niżniego Usłonu, odrzucili je i skierowali się ku Swijażskowi. Walki w tym rejonie miały najbardziej zacięty charakter. Czerwonym udało się podciągnąć rezerwy; kontratak przeciwko Kappelowi przeprowadziły 1 i 6 pułk strzelców łotewskich oraz oddział rżewski, wspierane przez pociąg pancerny. Przewaga liczebna czerwonych i niedostateczne wsparcie zmusiły Kappela do rezygnacji z pierwotnego planu i do wycofania się, przez tyły przeciwnika, w kierunku Kazania. Rajd ten doprowadził do powstania zamieszania na tyłach czerwonych. Zniszczone zostały tory kolejowe, odebrane wcześniejsze łupy wojenne, opanowana stacja Tiurlema, gdzie biali omal nie wzięli do niewoli Trockiego (jego pociąg znajdował się na bocznicy, 28 sierpnia załoga pociągu samodzielnie broniła mostu na Wołdze). Białym nie udało się jednak całkowicie udaremnić planowanego ataku na Kazań. W tym samym czasie ponownie skomplikowała się sytuacja białych pod Symbirskiem i oddział Kappela został skierowany do obrony tego miasta. Według innego źródła jednostki Kappela odstąpiły z powodu braku amunicji. Podczas walk w rejonie Swijażska jeden z pułków czerwonych wpadł w panikę i usiłował uciec na jednym z parowozów, został jednak powstrzymany. Trocki polecił rozstrzelać co dziesiątego uciekiniera – łącznie dwudziestu mężczyzn, w tym komisarza pułkowego.
W nocy 31 sierpnia 1918 r. Flotylla Wołżańska, na czele z torpedowcem „Procznyj”, na którym znajdowali się Lew Trocki oraz dowodzący flotyllą Fiodor Raskolnikow, niepostrzeżenie minęła baterie, przepłynęła obok Wierchniego Usłonu i znienacka ostrzelała bazy białych, wywołując pożar na znajdujących się tam parowcach oraz barkach, i wywołując panikę w jednostkach przeciwnika. Wskutek wymiany ognia, jaka nastąpiła, flotylla czerwonych poniosła straty: zatonęła jedna kanonierka, a dwie inne oraz jeden torpedowiec musiały zostać skierowane na długotrwały remont, natomiast kolejny torpedowiec pozostał w służbie, ale został poważnie uszkodzony.

## Zdobycie Kazania przez Armię Czerwoną
Przed rozpoczęciem ofensywy siły Armii Czerwonej obejmowały:
- Grupę Prawobrzeżną 5 Armii Armii Czerwonej (3,5 tys. żołnierzy, 16 dział i 55 karabinów maszynowych) — zgodnie z planem operacji, wspólnie z Grupą Lewobrzeżną przeprowadziła główne uderzenie na miasto z zachodu wzdłuż prawego brzegu Wołgi,
- Grupę Lewobrzeżną 5 Armii Armii Czerwonej (4 tys. żołnierzy, 19 dział, 58 karabinów maszynowych);
- Grupę Arską, wchodzącą w skład 2 Armii (dowódca Władimir Azin, 3,5 tys. żołnierzy, 6 dział i 30 karabinów maszynowych) — przeprowadziła uderzenie pomocnicze od północnego wschodu wzdłuż Kazanki.
- działania wojsk wspierało 9 okrętów Wołżańskiej Flotylli Wojennej i 12 samolotów[7].

Łącznie w operacji kazańskiej w szeregach Armii Czerwonej brało udział 11 tysięcy żołnierzy, 41 dział, 143 karabiny maszynowe.
Kazańskie zgrupowanie Armii Ludowej pod dowództwem A. Stiepanowa początkowo liczyło około 6 tys. żołnierzy, ale po odejściu oddziału Kappela w kierunku Symbirska jego liczebność spadła do 2,5 tysiąca żołnierzy, 33 dział i 85 karabinów maszynowych.
Rankiem 5 września 1918 roku, po przygotowaniu artyleryjskim, rozpoczęło się natarcie 5 Armii Frontu Wschodniego na Kazań. Okręty Wołżańskiej Flotylli popłynęły w dół rzeki, wspierając ogniem atakujące jednostki, weszły w starcie z bateriami artylerii przeciwnika. W artyleryjskim pojedynku z trzema bateriami białych zniszczone zostały parowce „Delfin” i „Taszkent”.
Do 7 września Grupa Prawobrzeżna doszła do Wołgi, zaś Grupa Lewobrzeżna zajęła miejscowość Krasnaja Gorka i osiągnęła brzeg Kazanki. Grupa Arska opanowała wsie Kindiery oraz Małyje Kłyki. Również 7 września dwa samoloty Armii Czerwonej, którymi kierowali piloci Stolarski i Swinariow, z wysokości 500 m zrzuciły bomby na pozycje wroga w Kazaniu. 9 września 1918 roku oddziały Armii Czerwonej opanowały wsie Wierchnij i Niżnij Usłon oraz górujące nad miastem wzniesienia. Stąd 15 dział zaczęło prowadzić ogień w kierunku pozycji białych. Pod osłoną ognia artylerii czterech kanonierek („Olga”, „Oleń”, „Konowod” i „Mierkurij”) na przystani wysadzony został 60-osobowy desant pod dowództwem komisarza flotylli Nikołaja Markina, który odrzucił siły wroga do miasta i przez godzinę utrzymywał przystań. Po tym, gdy z miejskiego kremla w stronę kanonierek i desantu został otwarty silny ogień artyleryjski, żołnierze powrócili na okręty, zabierając ze sobą zamki od sześciu z ośmiu nieprzyjacielskich dział. Desant poniósł przy tym niewielkie straty.
Jednocześnie rozpoczęły ofensywę jednostki Armii Czerwonej z Zielonego Dołu, wspierane przez ogień torpedowców, pociągu pancernego i lotnictwa. Szczególnie zacięte walki toczyły się o węzeł kolejowy, który kilka razy przechodził z rąk do rąk. W nocy z 9 na 10 września 1918 roku torpedowce „Prytkij” i „Rietiwyj” wysadziły na brzeg jeszcze jeden, większy desant — połączony batalion marynarzy i żołnierzy.
W razie przedłużania się walk pod Kazaniem Lenin zalecał Trockiemu użycie artylerii w celu jak najszybszego przełamania oporu wroga, nawet kosztem zniszczenia miasta. Okazało się to jednak niepotrzebne, gdyż po odparciu ataku czerwonych, 10 września rankiem Stiepanow ogłosił ewakuację Kazania. Siły Armii Ludowej, czterokrotnie słabsze od przeciwników, okazały się za słabe do obrony miasta i w zorganizowany sposób opuściły Kazań. Wraz z nimi miasto opuściło kilkadziesiąt tysięcy osób, głównie przedstawicieli inteligencji, urzędników, duchownych. Do godziny 14 niebronione miasto zostało opanowane przez czerwonych. W okresie, gdy miasto było kontrolowane przez Komucz, nowa władza nie zdołała zdobyć w nim masowego poparcia.
Po zakończeniu walk w Kazaniu Armia Czerwona zdobyła dwa pociągi pancerne, 12 dział, karabiny maszynowe i magazyny z zaopatrzeniem. Za odwagę i bohaterstwo w walkach Honorowym Rewolucyjnym Czerwonym Sztandarem został odznaczony 5 pułk strzelców łotewskich oraz dowódca łodzi „Bojownik o wolność”. Załoga kanonierki „Wania-komunista” otrzymała natomiast czerwony sztandar. W kolejnych dniach Flotylla Wołżańska kontynuowała pościg za flotyllą białych, która wycofała się w kierunku ujścia Kamy, jednocześnie zapewniając wsparcie natarcia wojsk Armii Czerwonej. W rezultacie tych działań biali wycofali się na linię Łaiszew — Czystopol — Symbirsk. Po zwycięstwie operacji kazańskiej dowodzącego Frontem Wschodnim Jukumsa Vācietisa mianowano naczelnym dowódcą Armii Czerwonej. Sukces pod Kazaniem, a następnie kolejne zwycięstwa (zdobycie Symbirska 12 września i Samary w dniach 7–8 października) okazały się decydujące dla formowania skutecznej i zdolnej do toczenia jeszcze szerzej zakrojonych kampanii Armii Czerwonej.